# ENCODE

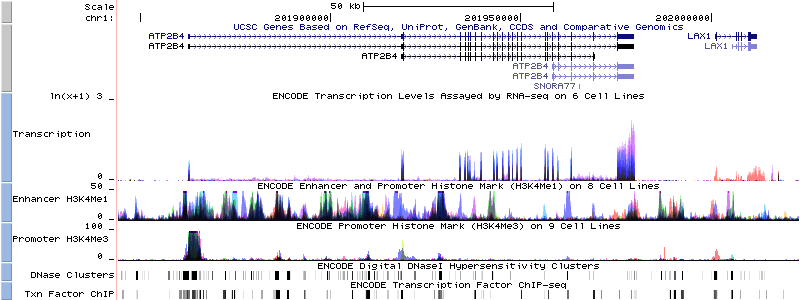

ENCODE, abréviation de Encyclopedia of DNA Elements, traduisible par Encyclopédie des éléments de l'ADN est un projet de recherche public lancé par le National Human Genome Research Institute (NHGRI) américain en septembre 2003,,,,. Conçu comme le prolongement du Projet sur le Génome Humain, le projet ENCODE vise à identifier tous les éléments fonctionnels du génome humain.
Le projet est conduit par plusieurs groupes de chercheurs, et les données générées sont disponibles au public.

## Motivation et enjeux
On estime que le génome humain comporte 20 000 gènes codant des protéines, ce qui ne représente qu'1,5 % de l'information. L'objectif principal du projet ENCODE est de déterminer le rôle de l'ADN non codant.  On pense qu'il pourrait avoir un rôle dans la régulation de l'activité des gènes codants, et ainsi expliquer certaines maladies.

## Le Consortium ENCODE
Le projet ENCODE est mené par un consortium, financé principalement par le National Human Genome Research Institute (NHGRI) américain, mais d'autres participants contribuent à la gestion du projet ou à l'analyse des données. 
Le projet pilote rassemblait 8 groupes de recherches, lors de la phase de développement technologique. Après 2007 et la fin officielle du pilote, le nombre de participants était monté à 440 scientifiques provenant de 32 laboratoires du monde entier. Le projet est alors divisé en :
1. Centres de production
2. Centres de coordination des données
3. Centre d'analyse des données
4. Récompenses de l'analyse des calculs
5. Effort de développement de la technologie.

## Résultats obtenus
Les résultats du projet montrent l'importance de l'ADN non codant, avec environ 80 % de l'ADN possédant une utilité, notamment dans la modulation de l'expression des gènes,.

## Critiques
Ce chiffre de 80 % est contesté par certains biologistes, car la simple «activité biochimique» permet de ranger dans la catégorie de l'ADN «utile»,. 
D'autres études donnent 10 % de l'ADN étant soumis à une pression de sélection, ce qui serait incompatible avec la revendication que 80 % de notre génome aurait une utilité.